# Staggia Senese
Staggia Senese ist ein Ortsteil (Fraktion, italienisch frazione) von Poggibonsi in der Provinz Siena, Region Toskana in Italien.

## Geografie

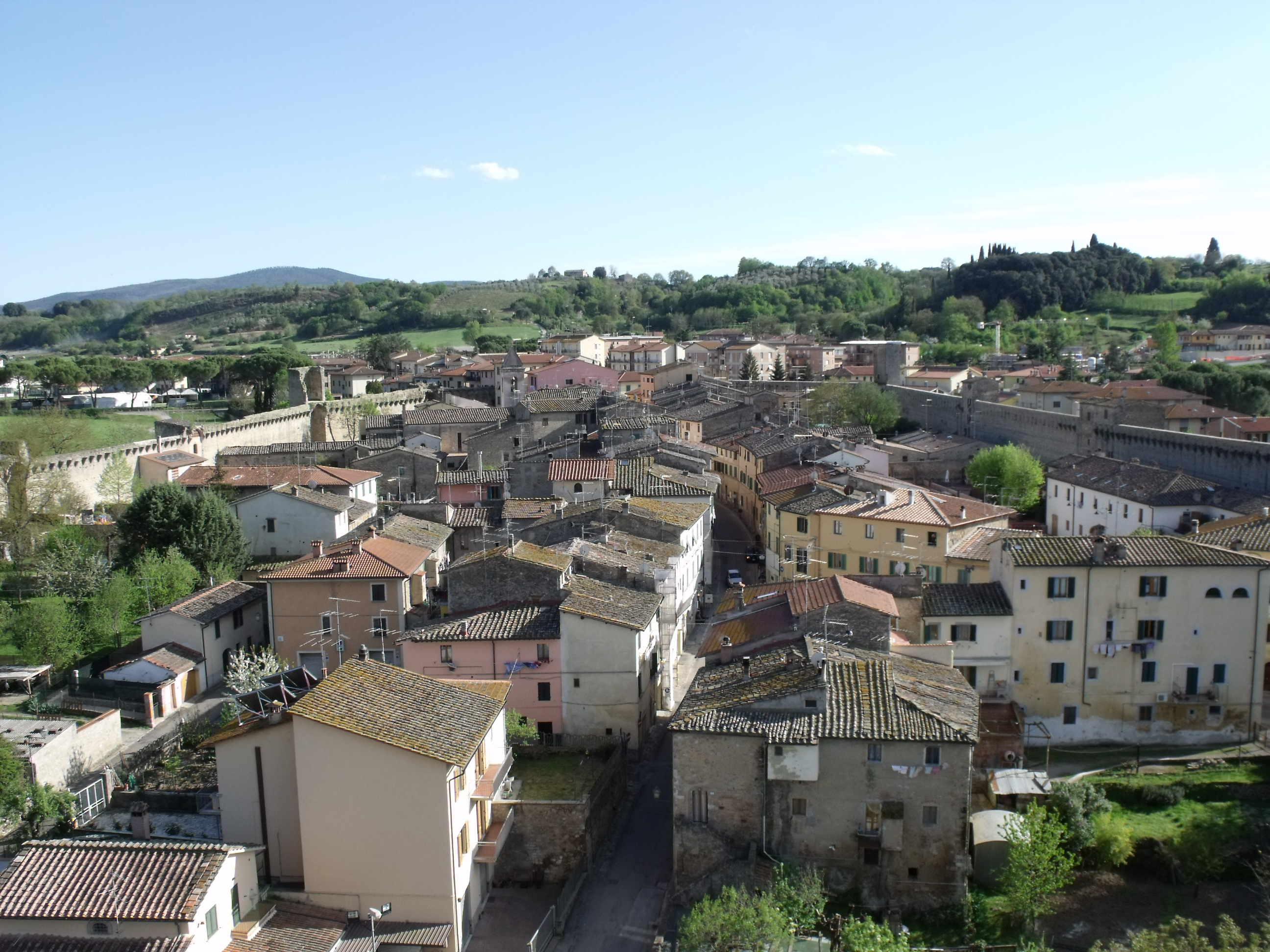
Panorama des Ortes Staggia Senese vom Turm der Festung gesehen

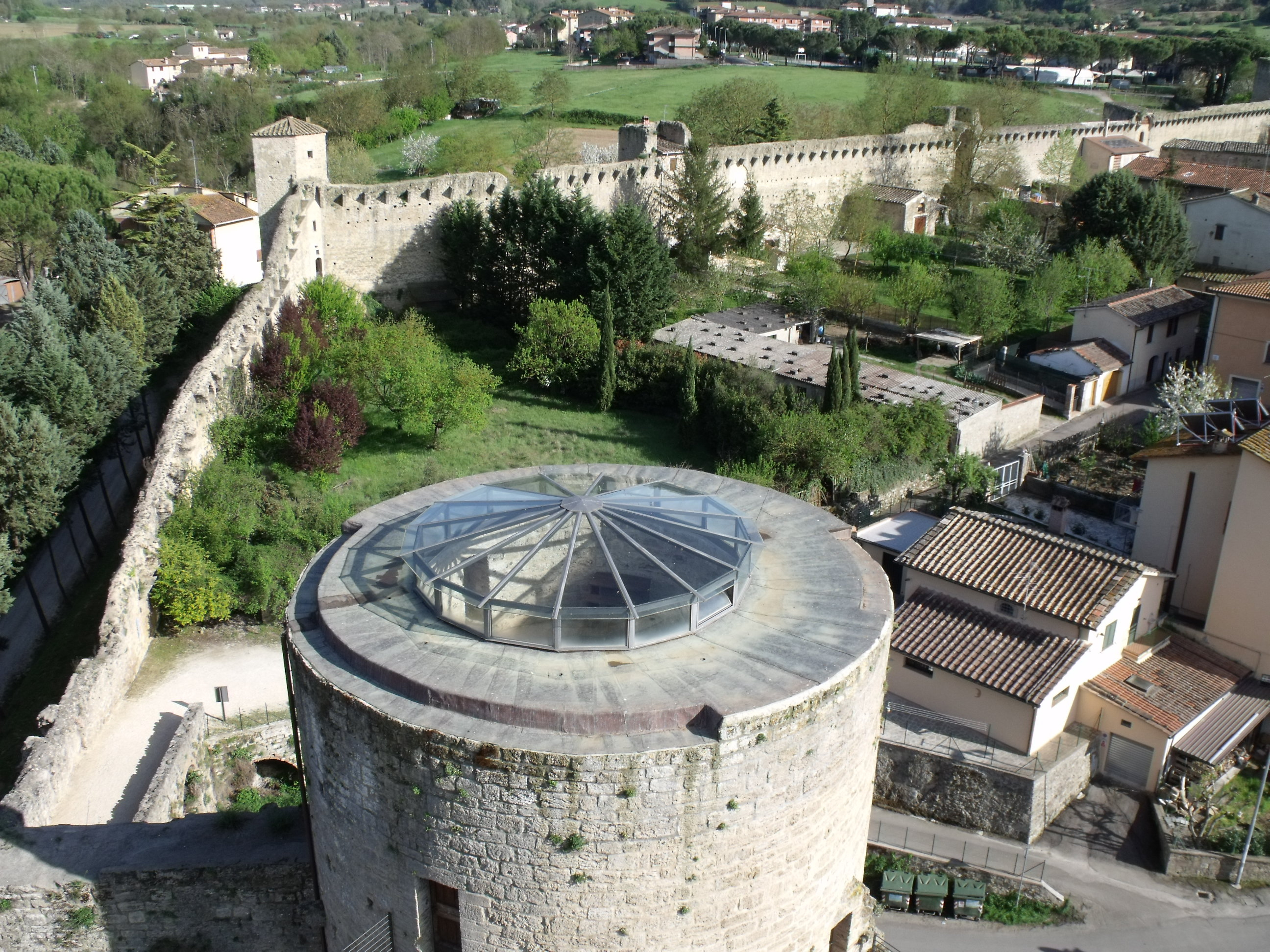
Stadtmauer und Ort (vorne die vordere Rondella)

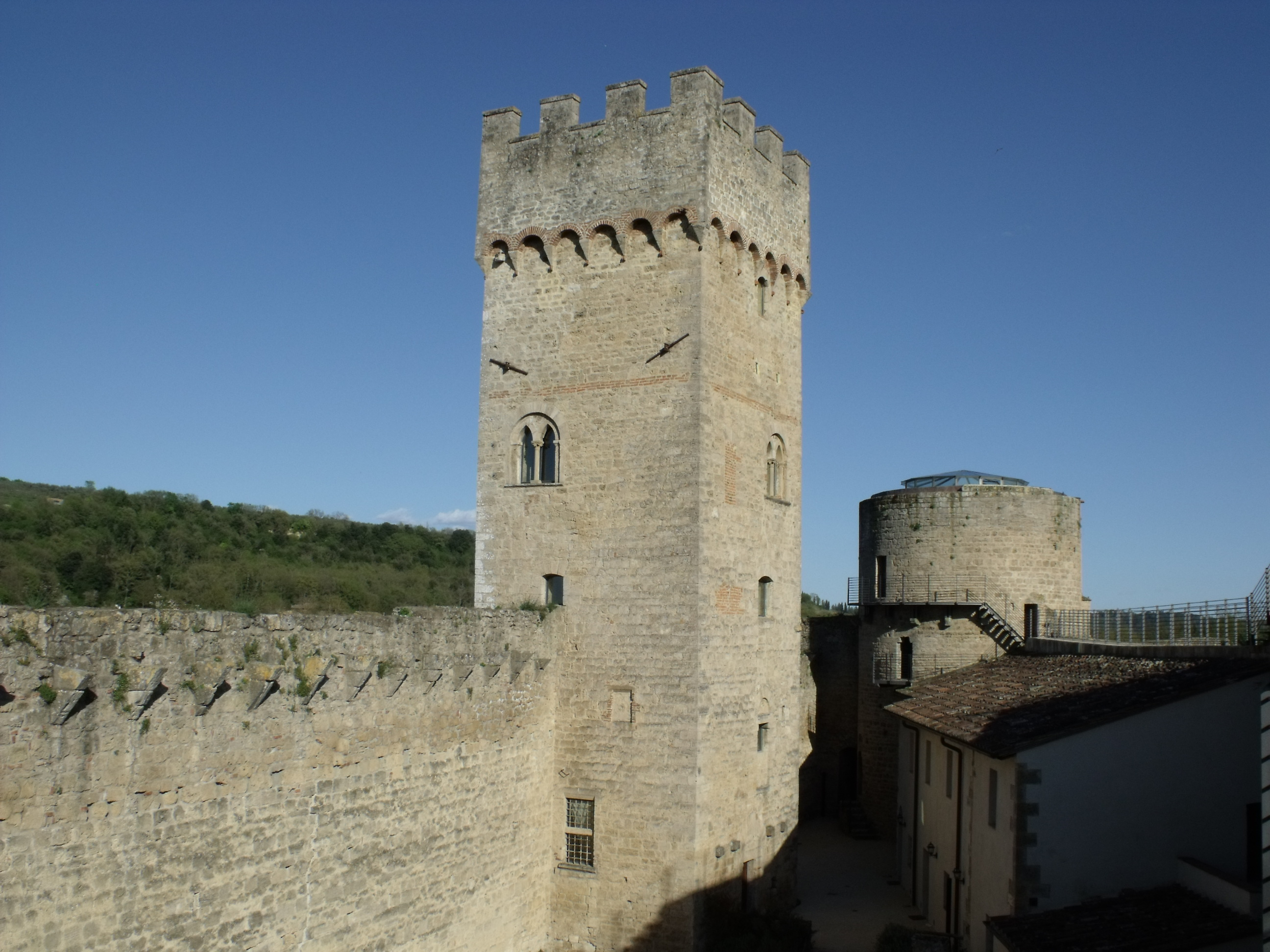
Hauptturm (Mastio) und vorderer Nebenturm (Rondella) der Rocca

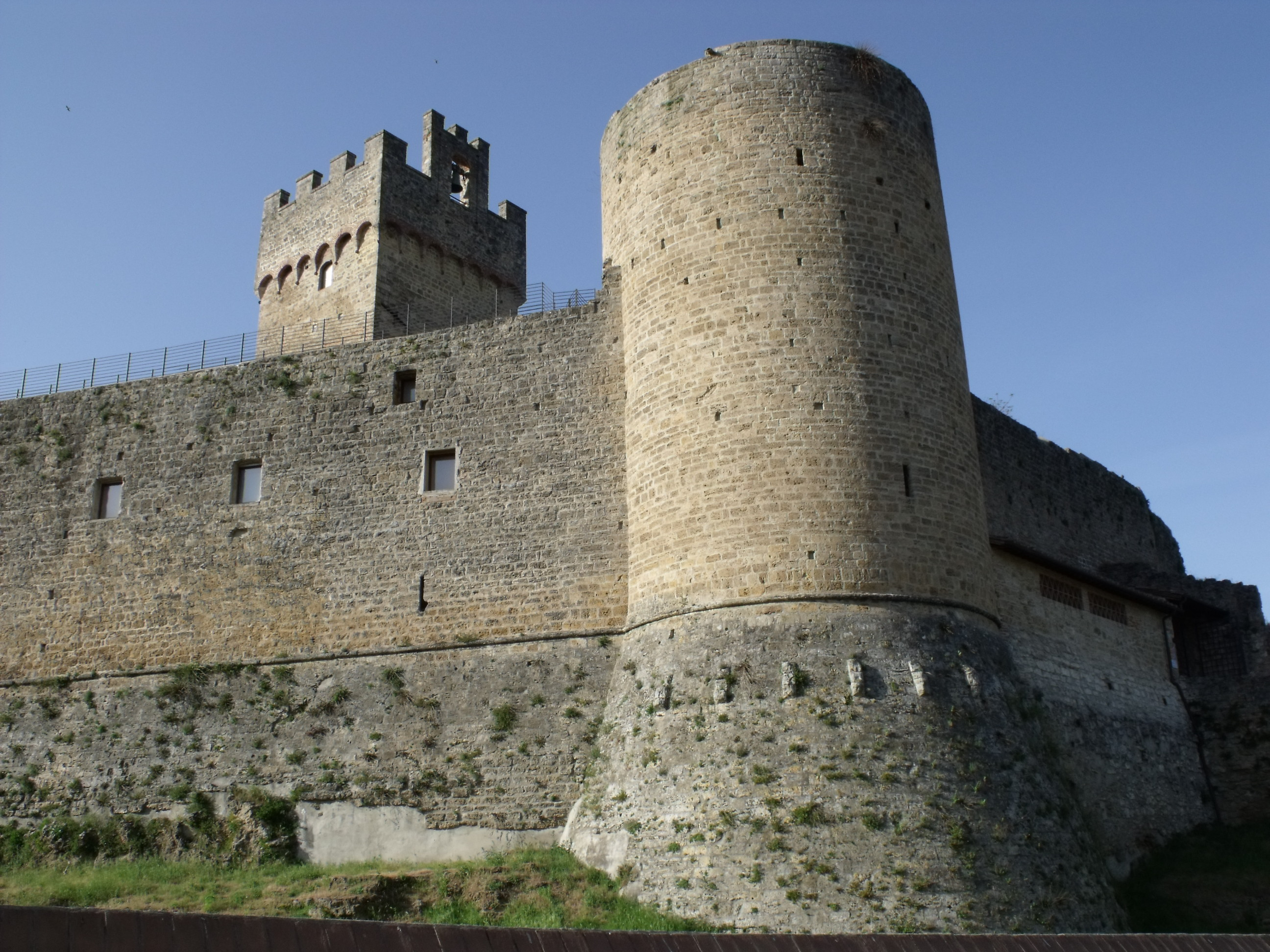
Die Festung von außen gesehen

Der Ort ist der südlichste Stadtteil von Poggibonsi, ca. 6 km vom Hauptort entfernt. Er liegt bei 168 m im Elsatal und grenzt an Lecchi di Staggia (ebenfalls Ortsteil von Poggibonsi), Castellina Scalo, einen Ortsteil von Monteriggioni, und an Colle di Val d’Elsa. Der Ort liegt am namensgebenden Fluss Staggia, an der Via Cassia und an der Via Francigena. Die heute noch in großen Teilen erhaltene Stadtmauer mit einer Höhe von sieben Metern (Zwölf fiorentinische Braccio) und zwölf Türmen wurde zwischen 1260 und 1273 zu der heutigen Größe ausgebaut (und 1373 sowie 1431 durch Filippo Brunelleschi abermals verstärkt) und war mit drei Stadttoren versehen: dem Porta Nord-Ovest (Nordwest-Tor, auch Porta Fiorentina genannt, heute noch vorhanden), dem Porta Nord-Est (Nordost-Tor, unterhalb der Festung gelegen und heute noch vorhanden, auch Porta Lecchi genannt) und dem südlich gelegenen Porta Senese (auch Porta Romana genannt, wurde 1944 zerstört.) Der Name Staggia entstammt dem Wort Stajo (später Staio, in der Mehrzahl als Staja bzw. Staia bezeichnet), einer alten Maßeinheit zum Wiegen von Getreide ähnlich dem Star, die im Mittelalter auf dem Markt nahe der Festung angewendet wurde. Der Namenszusatz Senese beschreibt die frühere Verbindung des Ortes mit der Stadt Siena, die ca. 15 km südwestlich liegt.

## Geschichte
Erste Erwähnungen des Ortes stammen aus dem 9. Jahrhundert als langobardische Siedlung. Erstmals schriftlich erwähnt wird der Ort am 23. Juni 934 in einem Dokument von König Berengar II., der dem Kopf der Familie der Soarzi, Ildibrando figlio di Isalfredo, den Besitz des Territoriums um den Monte Maggio (heute Teil von Monteriggioni) bestätigt und den Bau des Klosters in Badia a Isola (heute Teil von Monteriggioni, erst 1001 realisiert) vorsieht. In einem Dokument aus dem Jahr 989 bestätigte König Otto III. das Eigentum der Soarzi. Weitere Erwähnungen als Gemeinde mit angehöriger Burg findet der Ort am 29. April 994 in einem Dokument, in dem Tigrimo di Ildibrando (auch Teuzzo genannt, Sohn des Ildibrando und seiner Frau Ava Zanobi) seiner zukünftigen Frau Cesinderanda (auch Sinadra genannt) Teile des Ortes und weitere Grundstücke in anderen Gemeinden vermacht. 1137 stellten die Soarzi den Ort unter den Schutz der Republik Siena. Bereits acht Jahre später stellten sich Kriegshandlungen ein, als Siena von Florenz am Monte Maggio besiegt wurde. Durch Intervention der Guidi blieb Staggia Senese allerdings im seneser Machtbereich. Nach der militärischen Auseinandersetzung zwischen Siena und Florenz 1260 bei Montaperti (durch Siena gewonnen) wurde die bisher kleine Stadtmauer von Staggia von den Herren aus Siena 1273 ausgebaut und auf sieben Meter erhöht, andere Quellen sprechen von einem Ausbau 1273 durch die Fiorentiner nach der Schlacht von Colle (1269, durch Florenz gewonnen).
Nach Aufenthalt in Frankreich bei Philipp IV. erlangte Guido della Foresta aus der Familie der Franzesi (mit Besitztümern in Florenz, Figline Valdarno und San Gimignano) die Einwohnerschaft Sienas und erwarb 1295 mit seinen drei Söhnen Albizzo (auch Riccio genannt), Musciatto und Niccolò die Festung von Staggia Senese sowie weitere Grundstücke in Florenz, Fucecchio und an der Piazza del Campo in Siena. Nach einer Intrige gegen Papst Bonifatius VIII. und dem Bankrott durch Niccolò de’ Franzesi und dem nachfolgenden Todesurteil sowie dem Tod von Albizzo versuchte der verbliebene Bruder, sich der Republik Siena anzunähern. Dazu übergab er Teile der Burg von Trequanda an Siena. Nach dem Besuch von Heinrich VII. änderte er aber seine Meinung und suchte wieder Anschluss an Florenz, die er in den Schlachten bei Altopascio (1325) und Pistoia (1341) unterstützte. 1360 wurde im Turm der Burg von Staggia ein Friedensvertrag zwischen Florenz und Siena geschlossen. Ab 1361 oder 1373 ging der Ort endgültig an Florenz über, die 1373 die Stadtmauern verstärkten. Diese wurden durch Dekret des Rates von Florenz vom 15. Februar 1431 abermals verstärkt durch die Arbeiter der Kathedrale von Florenz unter Aufsicht von Filippo Brunelleschi.
1476/77 wurde der Ort im Vorfeld der Pazzi-Verschwörung von Siena belagert, konnte aber nicht eingenommen werden. Nach der Verschwörung diente Staggia Lorenzo il Magnifico als Basis, um die Orte von Barberino Val d’Elsa, Castellina in Chianti und Rencine (Ortsteil von Castellina in Chianti) zurückzuerobern. Im Konflikt mit Siena, der 1555 zu ihrer Niederlage führte, diente die Rocca ab 1553 als Basis, um Monteriggioni zu erobern und den Weg nach Siena frei zu machen.
Am 25. März 1563 entstand die Confraternita di Misericordia di Staggia Senese (Bruderschaft der Barmherzigkeit) und ist damit eine der ältesten Freiwilligenorganisation Italiens. 1833 hatte der Ort 633 Einwohner. Nach 1555 stürzte die Burg in die Bedeutungslosigkeit und verfiel. Erste Pläne zur Restaurierung wurden 1997 erstellt. Die Arbeiten wurden 2006 unter der Leitung von Domenico Taddei abgeschlossen, seit 2007 ist die Burg der Öffentlichkeit wieder zugänglich.

## Sehenswürdigkeiten

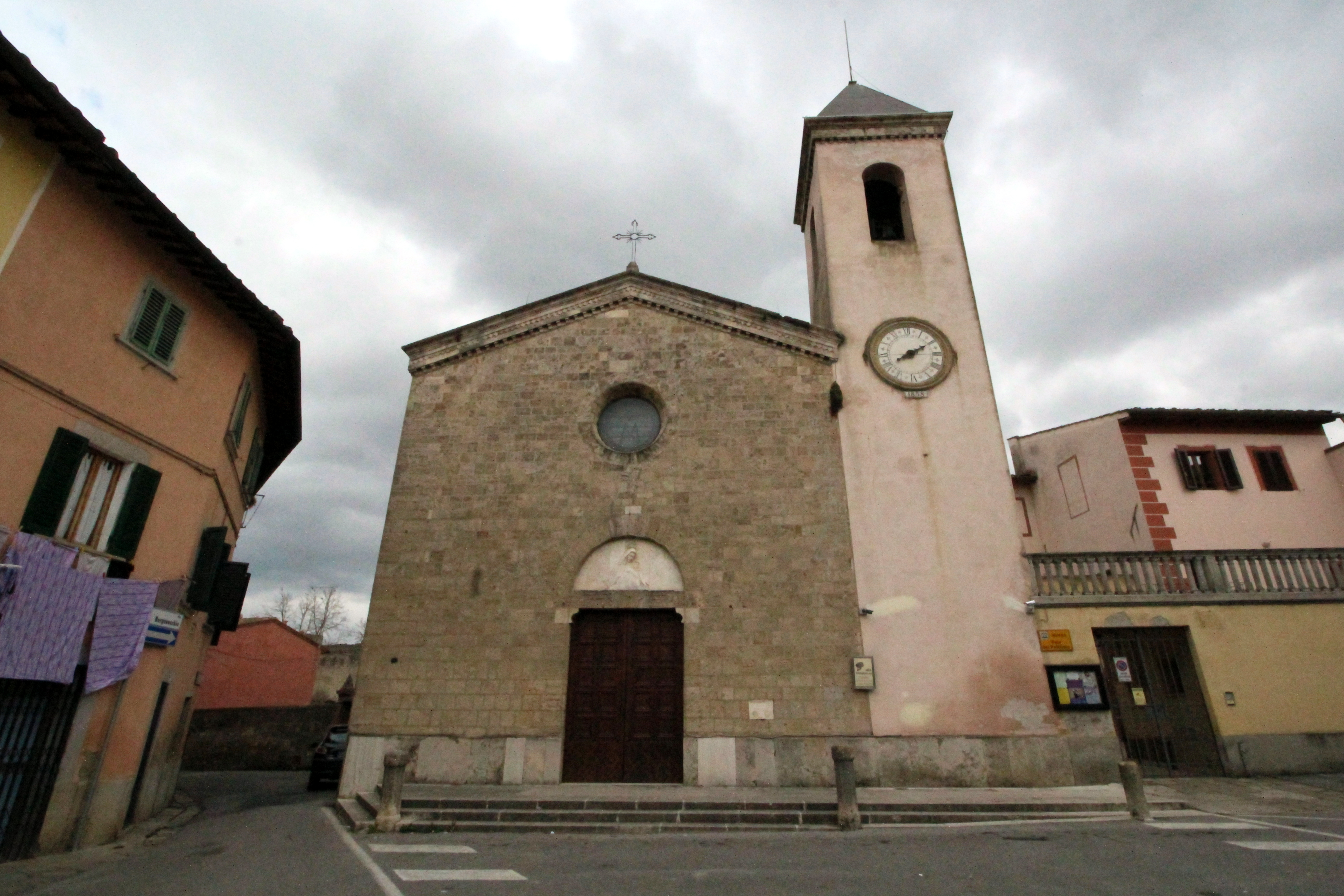
Die Kirche Santa Maria Assunta im Ortskern von Staggia Senese

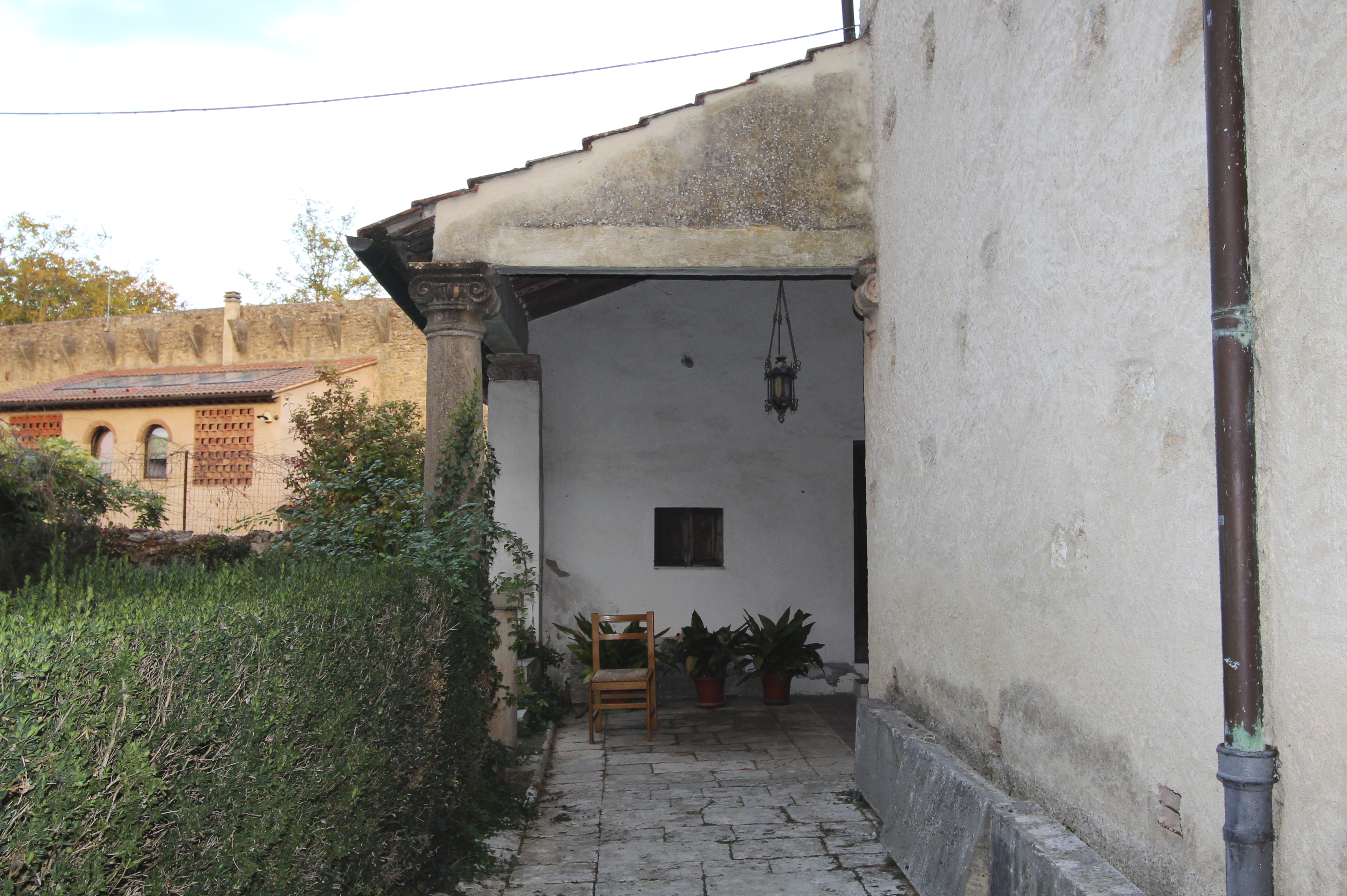
Die Kirche Chiesa della Misericordia linksseitig von Santa Maria Assunta

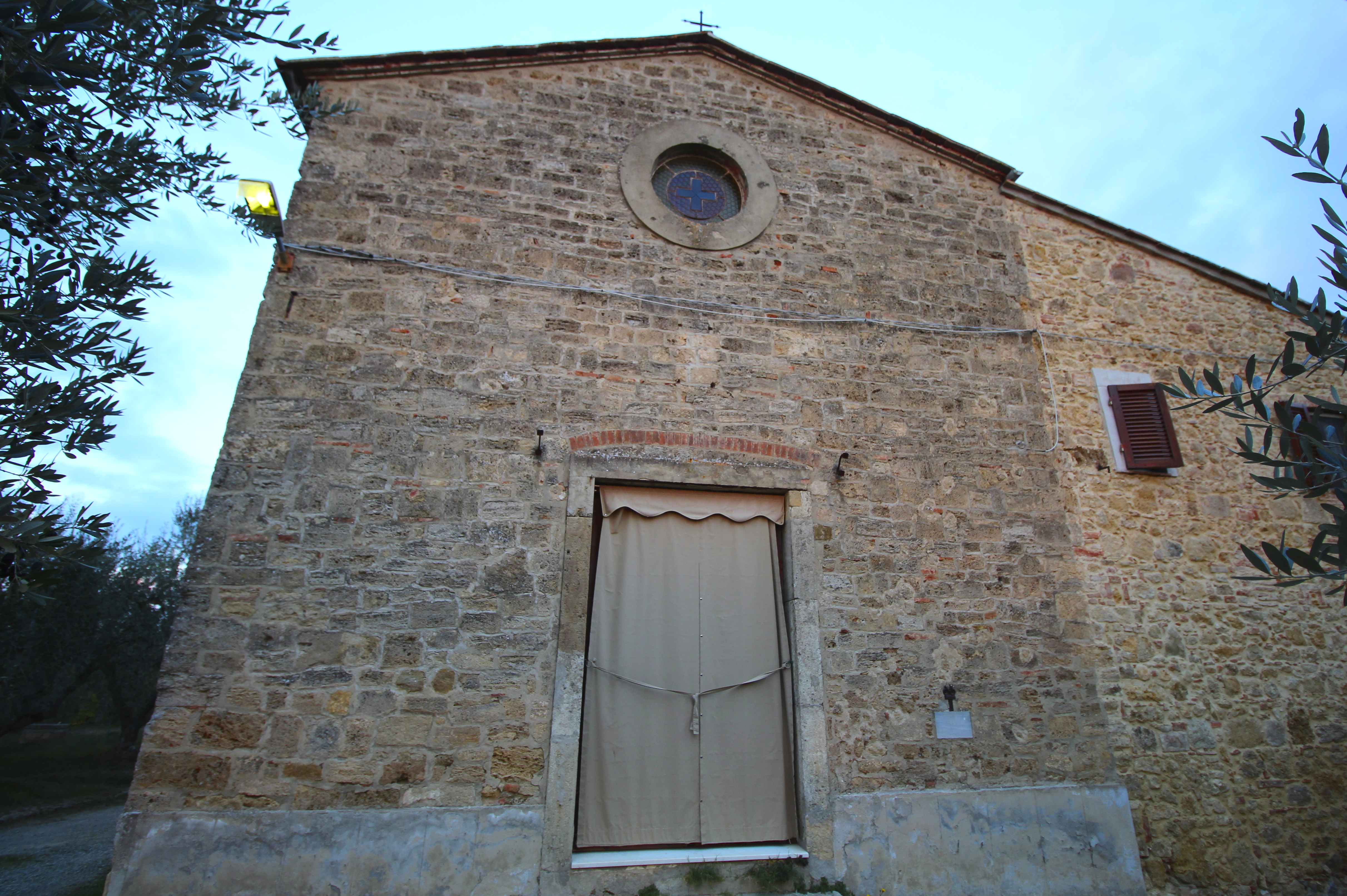
Die Kirche Santa Lucia a Bolzano in Case Bolzano

- Rocca di Staggia Senese, Burg am Ortskern.
- Chiesa di Santa Maria Assunta, erstmals 994 erwähnte Kirche und Pieve. Wurde 1904 und 1952 restauriert.[10]
- Chiesa della Misericordia, Kirche der Misericordia in Staggia Senese, die im 15. Jahrhundert entstand und linksseitig der Kirche Santa Maria Assunta anliegt. Wurde 1928 restauriert.[11]
- Museo della Pieve di Staggia (auch Museo Pala del Pollaiolo), liegt rechtsseitig der Chiesa di Santa Maria Assunta an der Piazza Grazzini 4. Wurde 1976 eröffnet[12] und enthält als Hauptwerk das Tafelgemälde Maddalena comunicata dagli Angeli (auch Assunzione di Santa Maria Maddalena genannt) von Antonio Pollaiuolo (um 1460 entstanden, 209,5 × 166,2 cm). Enthält zudem die Werke Adorazione dei Magi von Francesco Botticini (spätes 15. Jahrhundert), Visitazione (1574) von Giovanni Maria Butteri (* 1540; † 4. Oktober 1606[13]), und Cristo in Pietà von Arcangelo Salimbeni (1579 entstanden).[14]
- Santa Lucia a Bolzano (auch Santa Lucia a Bolsano), Kirche in der Località Case Bolzano ca. 1 km östlich von Staggia Senese. Die Kirche wurde 1446 von Papst Eugen IV. erwähnt.[15]

## Kultur
- 1855 entstand die Künstlergruppe Schule von Staggia (Scuola di Staggia), die sich der Landschaftsmalerei widmete und in Staggia Senese beheimatet war. Der Name geht auf das Jahr 1873 zurück, als Telemaco Signorini (1835–1901[16]) den Begriff erstmals nutzte und lehnte sich an das Konzept der Schule von Barbizon und den Macchiaioli an. Die Gruppe wurde von Károly Markó dem Jüngeren gegründet, ihr schlossen sich dann sein Bruder András Markó (1824–1895[17]), Carlo Ademollo (1824–1911[18]), Francesco Saverio Altamura (1822–1897[19]), Lorenzo Gelati (1824–1899[20]), Serafino De Tivoli (1825–1892[21]) und Alessandro La Volpe (1820–1887[22]) an. Der Saal 14 der Galleria d’Arte Moderna im Palazzo Pitti in Florenz ist der Schule von Staggia gewidmet.[23]
- Seit 1997 findet jährlich das Festival internazionale delle Ombre statt.

## Verkehr

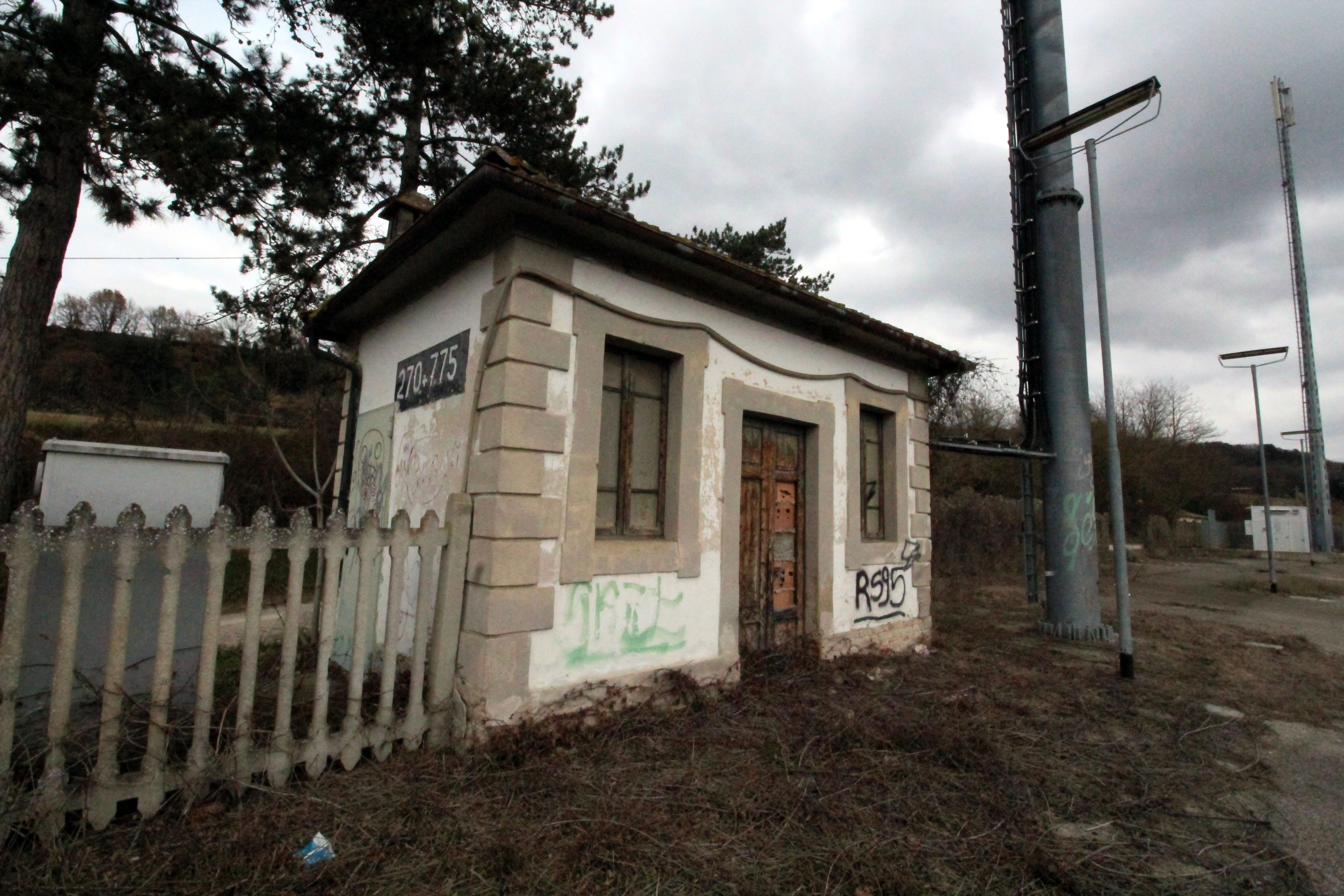
Der ehemalige Haltepunkt Staggia Senese an der Bahnstrecke Siena-Empoli

- Der Ort liegt an Varianten der historischen Straßen Via Cassia und Via Francigena.
- Staggia Senese verfügte über einen Haltepunkt an der Bahnstrecke Siena-Empoli der Ferrovia Centrale Toscana. Dieser wird heute nicht mehr bedient.